# Arbitres des compétitions mondiales de clubs de football
Voici la liste des arbitres ayant officié au moins un match dans une compétition mondiale de clubs.

## Coupe intercontinentale (1960-2004)
- 1960 :  José Luis Praddaude (match aller),  Ken Aston (match retour)
- 1961 :  Othmar Huber (match aller),  Carlos Nai Foino (match retour),  José Luis Praddaude (match sur terrain neutre)
- 1962 :  Rubén Cabrera (match aller),  Pierre Schwinte (match retour)
- 1963 :  Alfred Haberfellner (match aller),  Juan Regis Brozzi (match retour),  Juan Regis Brozzi (match sur terrain neutre)
- 1964 :  Armando Marques (match aller),  Jenő Gere (match retour),  José María Ortiz de Mendíbil (match sur terrain neutre)
- 1965 :  Rudolf Kreitlein (match aller),  Arturo Yamasaki Maldonado (match retour)
- 1966 :  Claudio Vicuña (match aller),  Concetto Lo Bello (match retour)
- 1967 :  Juan Gardeazábal Garay (match aller),  Esteban Marino (match retour),  Rodolfo Pérez Osório (match sur terrain neutre)
- 1968 :  Hugo Sosa Miranda (match aller),  Konstantin Zečević (match retour)
- 1969 :  Roger Machin (match aller),  Domingo Massaro Conley (match retour)
- 1970 :  Rudi Glöckner (match aller),  Alberto Tejada Burga (match retour)
- 1971 :  José Favilli Neto (match aller),  Alastair McKenzie (match retour)
- 1972 :  Tofik Bakhramov (match aller),  José Romei (match aller)
- 1973 :  Alfred Delcourt
- 1974 :  Charles Corver (match aller),  Carlos Robles (match retour)
- 1975 : Aucun match
- 1976 :  Luis Pestarino (match aller),  Patrick Partridge (match retour)
- 1977 :  Nikola Milanov Doudine (match aller),  Roque Cerullo (match retour)
- 1978 : Aucun match
- 1979 :  Patrick Partridge (match aller),  Juan Daniel Cardellino (match retour)
- 1980 :  Abraham Klein
- 1981 :  Lamberto Rubio Vázquez
- 1982 :  Luis Paulino Siles
- 1983 :  Michel Vautrot
- 1984 :  Romualdo Arppi Filho
- 1985 :  Volker Roth
- 1986 :  José Luis Martínez Bazán
- 1987 :  Franz Wöhrer
- 1988 :  Jesús Díaz Palacio
- 1989 :  Erik Fredriksson
- 1990 :  José Roberto Wright
- 1991 :  Kurt Röthlisberger
- 1992 :  Juan Carlos Loustau
- 1993 :  Joël Quiniou
- 1994 :  José Torres Cadena
- 1995 :  David Elleray
- 1996 :  Márcio Rezende de Freitas
- 1997 :  José Garcia Aranda
- 1998 :  Mario Sánchez Yantén
- 1999 :  Hellmut Krug
- 2000 :  Óscar Ruiz
- 2001 :  Kim Milton Nielsen
- 2002 :  Carlos Simon
- 2003 :  Valentin Ivanov
- 2004 :  Jorge Larrionda

## Coupe du monde des clubs de la FIFA (2000 et 2005-)
| - Stefano Braschi - Horacio Elizondo - Dick Jol - Saad Mane - William Mattus - Falla N'Doye - Derek Rugg - Óscar Ruiz - Benito Archundia - Carlos Chandia - Mohamed Guezzaz - Toru Kamikawa - Graham Poll - Alain Sars - Khalil Al Ghamdi - Carlos Batres - Jerome Damon - Óscar Ruiz - Subkhiddin Mohd Salleh - Coffi Codjia - Jorge Larrionda - Claus Bo Larsen - Peter O'Leary - Marco Rodríguez - Mark Shield - Benito Archundia - Mohamed Benouza - Ravshan Irmatov - Alberto Undiano Mallenco - Peter O'Leary - Pablo Pozo - Benito Archundia - Matthew Breeze - Coffi Codjia - Peter O'Leary - Roberto Rosetti - Carlos Simon - Daniel Bennett - Víctor Hugo Carrillo - Michael Hester - Björn Kuipers - Yuichi Nishimura - Roberto Moreno Salazar - Désiré Doué Noumandiez - Ravshan Irmatov - Nicola Rizzoli - Joel Aguilar - Peter O'Leary - Enrique Osses - Cüneyt Çakır - Djamel Haimoudi - Peter O'Leary - Marco Antonio Rodríguez - Nawaf Shukralla - Carlos Vera | - Carlos Velasco Carballo - Alireza Faghani - Bakary Gassama - Mark Geiger - Sandro Ricci - Benjamin Williams - Walter López - Enrique Osses - Noumandiez Doué - Pedro Proença - Norbert Hauata - Alireza Faghani - Sidi Alioum - Joel Aguilar - Wilmar Roldán - Matthew Conger - Jonas Eriksson - Nawaf Shukralla - Janny Sikazwe - Roberto García Orozco - Enrique Cáceres - Viktor Kassai - Ravshan Irmatov - Malang Diedhiou - César Arturo Ramos - Sandro Ricci - Matthew Conger - Felix Brych - Ryuji Sato - Bamlak Tessema Weyesa - Jair Marrufo - Wilton Sampaio - Matthew Conger - Gianluca Rocchi - Abdulrahman Al-Jassim - Mustapha Ghorbal - Ismail Elfath - Roberto Tobar - Ovidiu Hațegan - Abdelkader Zitouni - Esteban Ostojich - Mario Escobar - Edina Alves Batista - Danny Makkelie - Mohammed Abdulla Hassan Mohamed - Maguette Ndiaye - Chris Beath - Mustapha Ghorbal - César Arturo Ramos - Fernando Rapallini - Clément Turpin - David Yareboinen (réserviste) |